# Green Grass
Green Grass – polski zespół bluesowy założony w 1989 roku w Bydgoszczy, przez Jacka Herzberga – gitara i śpiew, Radosława Gacę – gitara, Mariusza Siejka – bas.
W 1990 roku Radosław Gaca i Mariusz Siejek zrezygnowali ze współpracy z zespołem. W 1991 roku Jacek Herzberg zorganizował nową obsadę zespołu w której skład wchodzili: Jacek Herzberg – gitara i śpiew, Roman Wiśniewski – gitara, Andrzej Neumann – gitara basowa, Jarosław Koźbiał – perkusja, Grzegorz Kargól – harmonijka. W takim składzie zespół występował do roku 1997. W tym też czasie z zespołem współpracowali: pianista Wojciech Hamkało (1992-1993), harmonijkarz Paweł Marcin Szymański (1993-1994), harmonijkarz Jacek „Woda” Stachurski (1995-1997). W latach 1998–2002 skład zespołu tworzyli: Jacek Herzberg – gitara i śpiew, Marcin Grabowski – kontrabas, Piotr Gosiewski – gitara, Miłosz Karczewski – perkusja, Michał Kielak – harmonijka. Do tego składu w roku 2000 dołączyli: Tomasz Kotowski – piano, Tomasz Gluska – trąbka, Krzysztof Węgierski – trąbka, Marcin Muras – puzon. Od 2003 roku zespół występuje w składzie: Jacek Herzberg – gitara i śpiew, Dariusz Głowacz – gitara, Jarosław Ignaszak – fortepian, Tomasz Tabaka – gitara basowa, Robert Robaszkiewicz – perkusja. Generalną zasadą zespołu jest odwoływanie się do czarnych korzeni bluesa.

## Dyskografia

### Albumy
- 1993 Ostatni raz
- 2001 Tańcz z nami
- 2004 One Man Band
- 2007 Blues dla Majki

### Składanki
- 1997 Encyklopedia Muzyki Popularnej – Blues w Polsce
- 2006 Piosenki bydgoskie
- 2008 Antologia Polskiego Bluesa – blues i okolice